# Концерт в Каверн-Клаб
Live at the Cavern Club (рус. Концерт в Каверн-Клаб) — документальный музыкальный фильм, выпущенный в 1999 году. В фильме запечатлён концерт Пола Маккартни в ливерпульском клубе Cavern Club, где он, будучи участником группы The Beatles, в начале 1960-х начинал свою музыкальную карьеру. Концерт состоялся 14 декабря 1999 года, в программе Маккартни исполнил «классические рок-н-ролльные стандарты» 1950-х и начала 1960-х годов, а также несколько своих песен (в основном с последнего альбома Run Devil Run) и песен The Beatles. Маккартни на этом вступлении помогали несколько известных музыкантов, в том числе Дэвид Гилмор и Иэн Пейс. Режиссёр фильма Geoff Wonfor.

## Список композиций
1. «Honey Hush» (Джо Тёрнер)
2. «Blue Jean Bop» (Джин Винсент/Morris Levy)
3. «Brown Eyed Handsome Man» (Чак Берри)
4. «Fabulous» (Harry Land/Jon Sheldon)
5. «What It Is» (Пол Маккартни)
6. «Lonesome Town» (Baker Knight)
7. «Twenty Flight Rock» (Ned Fairchild)
8. «No Other Baby» (Dickie Bishop/Bob Watson)
9. «Try Not to Cry» (Маккартни)
10. «Shake a Hand» (Joe Morris)
11. «All Shook Up» (Otis Blackwell/Элвис Пресли)
12. «I Saw Her Standing There» (Леннон — Маккартни)
13. «Party» (Jessie Mae Robinson)

## Музыканты
- Пол Маккартни — вокал, бас-гитара
- Дэвид Гилмор — гитара, вокал
- Мик Грин[англ.] — гитара, вокал
- Иэн Пейс — барабаны
- Пит Уингфилд — клавишные, вокал
- Крис Холл (Chris Hall) — аккордеон